# Amicus Poloniae
Amicus Poloniae (łac. Przyjaciel Polski) – wyróżnienie ustanowione w roku 1996 przez Ambasadora Rzeczypospolitej Polskiej w Waszyngtonie i nadawane corocznie obywatelom Stanów Zjednoczonych za zasługi w dziedzinie rozwoju stosunków polsko-amerykańskich, a szczególnie w popularyzacji osiągnięć polskiej kultury, nauki i promocji Polski w Ameryce.
Znaczenie nagrody rośnie wraz z rosnąca listą laureatów, reprezentujących środowiska amerykańskiej polityki i kultury.
Wraz z przyznaniem tytułu Amicus Poloniae laureaci otrzymują plakietę w postaci płytki z drewna wiśniowego z mosiężnym Godłem Rzeczypospolitej Polskiej i tabliczką z wygrawerowanym nazwiskiem laureata.

## Laureaci
Nagrodę Amicus Poloniae otrzymali m.in.:
- 1996 Stefan & Wanda Wilk – Los Angeles, California, Polish Music Center, University of Southern California
- 1997 Ellen K. Lee – La Senda, California, Helena Modrzejewska Foundation, California
- 1998 Paulina Babinski – Denver, Colorado, American Council of Polish Culture in Denver
- 1999 Joshua Siegel – New York, NY, Department of Film and Video Museum of Modern Art., New York
- 2000 Paul Mazursky – Beverly Hills, California, Actor, film director
- 2001 Hanna Saxon – Miami, Florida, Chopin Foundation in the USA
- 2002 George E. Pataki – governor of New York State
- 2003 Richard Farwell – Executive Director of Vizcaya Museum and Gardens
- 2004 Frank Barnyak – President of the U. S. Navy League in Los Angeles
- 2005 Anna M. Cienciala – Professor of History and Russian and Eastern European Studies, University of Kansas
- 2006 Salme Harju Steinberg – President of Northeastern Illinois University
- 2007 David Lynch – cinema director
- 2008 Yola Czaderska-Hayek, Mahendra Patel – Chief Executive Officer, Hope Medical Institute
- 2009 Jane Kaczmarek – actress graduated from the University of Wisconsin and the Yale School of Drama.
- 2010 Wojciech Kielak – Former president of the Polish American Congress in Nebrasca and a commanding officer in Gen. Maczek's division in the Western European Front
- 2012 Paula Freer – Director of International Government Relations for Marathon Oil Corporation
- 2013 Teresa Lowenthal, Paul Lowenthal – American Institute of Polish Culture, Miami, Florida
- 2014 Aleksander Doba – Polish kayaker
- 2014 Bruce Rauner – governor of Illinois[1]
- 2015 Georgetown University Press[2]
- 2017 Zbigniew Kantorosinski – Chief of the Germanic and Slavic Division, Library of Congress